# Delphine LaLaurie
Marie Delphine LaLaurie (19. března 1787 Louisiana – 7. prosince 1849 Paříž), známá jako Madame Lalaurie, byla louisianská sériová vražedkyně známá tím, že brutálně mučila a vraždila své vlastní otroky.
Narodila se v New Orleans. Během svého života byla třikrát vdaná. Jednalo se o velmi vysoce postavenou ženu, která se pohybovala v těch nejvyšších kruzích až do dubna 1834, kdy hasiči během požáru na jejím panství objevili uvězněné otroky vykazující známky krutého a dlouhodobého týrání. Po této události byl dům Madame Lalaurie obklíčen davem pobouřených obyvatel New Orleans. To také zapříčinilo její odchod do Paříže, kde také zemřela.
Počínaje rokem 2014 se stal dům Madame Lalaurie místem, které nám připomíná jeden z nejvýznamnějších mezníků historie města New Orleans.

## Osobní život
Madame Lalaurie se narodila roku 1787 jako Delphine Macarty. Měla pět sourozenců. Její otec Barthelmy Louis Macarty pocházel z rodiny irských přistěhovalců. Matka Delphine byla ovdovělá Marie Jeanne Lovable,, jejíž manželství s Barthelmym bylo jejím druhým. Oba rodiče byli velmi veleváženými a vysoce postavenými občany města New Orleans. Celá rodina se pohybovala na velmi vysokých pozicích, Delphinin bratranec Augustin de Macarty dokononce vykonával funkci primátora v letech 1815–1820.
V červnu 1800 se Delphine Lalaurie provdala za bohatého španělského úředníka Dona Ramona de Lopez,, který se později stal také španělským velvyslancem. Společně rovněž podnikli cestu do Španělska, kam však Don Ramon de Lopez nedorazil, protože během cesty do Madridu zemřel. Na cestě kromě se Madame Lalaurie rovněž narodila první dcera Borquita
Roku 1808 se podruhé vdala za poslance Jeana Blanque. Společně si zakoupili vilu na 409 Royal Street. S Jeanem Blanque měla druhou dceru Pauline. Později Madame Lalaurie znovu ovdověla a potřetí se provdala za lékaře Leonarda Louis Nicolas LaLaurie o hodně mladšího než je ona. Poté si sama zakoupila panství na 1140 Royal Street  a roku 1832 přistavěla k němu další tři přídomky spolu s částí, ve které vraždila a mučila otroky. Zde žila společně s manželem a dcerami  a jednalo se o jednu z nejbohatších a nejvlivnějších žen té doby.

## Madame Lalaurie v seriálu American Horror Story
Postava Madame Lalaurie se objevila v hororovém seriálu American Horror Story, kde je ztvárněna herečkou Kathy Bates. V seriálu je Madame Lalaurie potrestána za mučení otroků černošskou čarodějnicí k věčnému života a je zaživa pohřbená pod zemí, odkud ji po více než 100 letech dostane jiná čarodějka, Fiona (Jessica Lange), která si sama prostřednictvím Madame Lalaurie chce získat nesmrtelnost a vyléčit si tak rakovinu.